# کلیرفیلد (یوتا)
کلیرفیلد (به انگلیسی: Clearfield) شهری در ایالت یوتا کشور ایالات متحده آمریکا است که جمعیت آن در سرشماری سال ۲۰۱۰ میلادی، ۳۰٬۱۱۲ نفر بوده‌است.